# Thomisus litoris
Thomisus litoris är en spindelart som beskrevs av Embrik Strand 1913. Thomisus litoris ingår i släktet Thomisus och familjen krabbspindlar. Inga underarter finns listade i Catalogue of Life.